# Thymus longiflorus
Der Langblütige Thymian (Thymus longiflorus) ist eine Pflanzenart aus der Gattung der Thymiane (Thymus) in der Familie der Lippenblütler.

## Beschreibung
Thymus longiflorus ist ein 10 bis 30 cm hoher, stark verzweigter Zwergstrauch mit aufstrebenden bis aufrecht wachsenden Stängeln. Die Laubblätter sind (selten nur 6 bis) 8 bis 12 (selten bis 15) mm lang und (selten nur 0,5 bis) 0,8 bis 1 mm breit. Sie sind linealisch, samtig-feinfilzig behaart, nicht oder nur an der Basis spärlich bewimpert und aufsitzend bis kurz gestielt. Der Blattrand ist zurückgerollt.
Die Blütenstände sind nahezu kugelförmig und messen bis zu 25 mm im Durchmesser. Die Tragblätter messen bis zu 13 × 8 mm, sind breit eiförmig bis elliptisch, zugespitzt, ganzrandig und meist bewimpert, lederig und purpurn. Der Kelch ist 5 bis 7 mm lang, die Kelchröhre ist zylindrisch, die oberen Zähne sind schmal lanzettlich. Die Krone ist etwa 15 mm lang und purpurn gefärbt.
Die Chromosomenzahl beträgt 2n = 28.

## Vorkommen
Die Art ist im südöstlichen und südlichen Spanien verbreitet.